# Körpedagog
Körpedagog är i Sverige en person som genomgått utbildning vid musikhögskola med inriktning mot arbete som lärare i körsång och dirigering.
Körpedagogutbildningen är (2008) vid Kungliga musikhögskolan en lärarutbildning om 270 hp (4,5 år)  som syftar arbete i musikklasser, kulturskola, studieförbund och inom musikundervisning i grundskola och i gymnasieskola.
Motsvarande utbildning finns också vid Musikhögskolan i Malmö och vid andra musikhögskolor.
Inom kyrkomusikerutbildningen finns också fördjupningskurser i körpedagogik.